# Martin McKay
Martin McKay (5 de junho de 1937 — 14 de junho de 2007) foi um ciclista irlandês que competiu no ciclismo nos Jogos Olímpicos de Verão de 1960, representando a Irlanda.